# Anne Nompar de Caumont
Pour les articles homonymes, voir Balbi.
Pour les autres membres de la famille, voir Famille de Caumont.
Anne Jacobé Nompar de Caumont La Force, comtesse de Balbi, née au château de La Force le 19 août 1758, et morte à Paris le 3 avril 1842, fut la maîtresse présumée de Monsieur, comte de Provence et futur Louis XVIII.

## Biographie

### Ses parents
Anne de Caumont La Force est la fille du marquis Bertrand Nompar de Caumont la Force qui fut garde du corps du roi Louis XV et premier gentilhomme de la chambre du comte de Provence (futur Louis XVIII), et de la marquise, née Adélaïde-Luce-Madeleine de Galard de Brassac, qui fut dame de compagnie de la comtesse de Provence, avant d'être gouvernante des enfants du comte d'Artois (futur Charles X). Ils eurent quatre filles, dont :
- Louise Joséphine (née en 1769), qui épousa (1784) Édouard de Mesnard.
- Antoinette Françoise (1771–1857), qui épousa (1784) Hippolyte-César de Chabrillan.
- Anne, qui épousa le comte de Balbi qui possédait, non loin de Brunoy, le domaine du Vaudoy à Brie-Comte-Robert (cf. le site Geneanet Pierfit : Balbi).

### Favorite de Louis XVIII
La comtesse de Balbi avait un esprit pétillant et un physique agréable. Dans une réunion, elle excellait à retenir l’attention de tous et la gaieté par son goût du persiflage et ses réparties joyeuses mais parfois impitoyables ce qui lui valut d’abord quelques inimitiés puis au cours des ans, dans la société, un jugement de plus en plus sévère sinon quelques haines solides. C’était une intrigante, à l’aise à la cour de Louis XVI. Elle décida de se rapprocher du comte de Provence, et pour cela, elle s’arrangea pour être admise comme dame d'atours de Marie-Joséphine de Savoie, l’épouse de Monsieur.
Ce dernier, lassé par sa femme qui avait manifesté quelques faiblesses pour une de ses suivantes, Madame de Gourbillon, décide, pour répondre à cet affront, de prendre une favorite, avec qui il n'aura que des jeux chastes, et choisit la plus étincelante, Madame de Balbi. Il installe donc cette sémillante personne dans un appartement du Petit Luxembourg. Il est aux petits soins pour elle. Il obtient du roi son frère pour son amie, un appartement au premier étage du château de Versailles. Elle dispose aussi d’un pavillon rue de Satory à Versailles, où les deux amis se retrouvent et passent des soirées ensemble.
Madame de Balbi n’est pas d’une fidélité à toute épreuve, et son mari l’apprend. Il regimbe un peu trop au gré de tous et il est mis hors d’état de nuire à la protégée du comte de Provence. Par un jugement du parlement de Paris, il est taxé de « folie douce » et il est interné à Senlis jusqu’à son décès en 1835, à l’âge de 85 ans.
Le comte de Provence fait dessiner à Versailles un jardin par son architecte Chalgrin, en 1785. C’est ce qu’on appelle « le parc Balbi ». Il s’agit d’un jardin tel qu’on le concevait au XVIIIe siècle, du genre des parcs anglo-chinois à la mode, avec une structure complètement retracée, comprenant lacs, grottes, fausses ruines, rivière artificielle, comme on en trouve un modèle à Méréville. Il en fera cadeau à Madame de Balbi. Ce parc malgré beaucoup de vicissitudes durant la Révolution et après, a été déclaré monument historique en 1926.
Mais arrive la Révolution de 1789, et par suite, l’émigration. C'est la comtesse de Balbi qui aurait organisé la fuite du comte de Provence. Quoi qu’il en soit, Monsieur devait la retrouver à Mons en Belgique, d’où ils partirent pour Coblence. De là, Marie-Josèphe de Savoie, son épouse, repartit pour Turin, accompagnée de sa dame d'atours. Mais les subsides devenaient plus rares et les vicissitudes de l’émigration firent que Monsieur dut se séparer de la comtesse Anne. Son parcours de prince l’obligea à affronter les régions inhospitalières de Mitau.

### La séparation - Les dernières années
Anne de Balbi a mis au monde deux jumelles, alors qu'elle était séparée depuis longtemps du comte de Provence. Celui-ci lui signifia alors son congé définitif.
Les affaires tournent mal pour la maison royale[Quoi ?], et Madame de Balbi passe en Angleterre. Elle y reste jusqu'en 1802 date où elle est rayée de la liste des émigrés. Elle rentre en France et essaye de rassembler ce qui reste des anciens domaines de son mari. Elle eut un retour humble, ce qui n’allait pas avec son tempérament. Mais bien qu’elle ne fut plus soutenue par les grands de la cour (Car comme tous les gens à l'esprit trop caustique, elle était haïe par ceux qu'elle avait épinglés par des réparties assassines), elle resta un personnage hautement mondain, invitée de nombreux bals et à de nombreux salons.
Ce qu’elle avait conservé malgré les voyages et la situation inconfortable d’émigrée, c’est l'amour du jeu où elle engloutit des fortunes. Elle se retira à Brie-Comte-Robert et à Tournan, puis, elle rejoignit son frère à Montauban.
Elle mourut à Versailles en 1842 à plus de 80 ans. Son décès fut remarqué et sa nécrologie fut publiée dans le Journal des débats. L’article la décrieras comme « l’ornement de la Cour » de Versailles et incontestablement dotée d’une grande « fermeté de caractère » ainsi qu’à l’indépendance totale. Louis XVIII ne fut d’ailleurs jamais mentionné dans ce texte.

## Sources bibliographiques
- Tony-Henri-Auguste de Reiset, Anne de Caumont-La Force, comtesse de Balbi, Émile-Paul, 1909.
- « Anne Nompar de Caumont la Force, comtesse de Balbi », dans Henri Pigaillem, Dictionnaire des favorites, Pygmalion, 2010, pp. 21-26, 330.
- Matthieu Mensch, Les femmes de Louis XVIII, Paris, Perrin, 2024.